# Июль 2007 года

Список событий июля 2007 года.

## События
- 1 июля — Камчатская область и Корякский автономный округ стали единым субъектом — Камчатским краем[1].
- 5 июля — на очередной 119-й сессии МОК, прошедшей в Гватемале, определено, что Зимние Олимпийские игры пройдут в России. В 2014 году Зимнюю Олимпиаду примет город Сочи[2].
- 7 июля
  - В день «трёх семёрок» названы Новые семь чудес света. Ими стали: Великая китайская стена, Тадж-Махал, Колизей в Риме, Петра, статуя Христа в Рио-де-Жанейро, Мачу-Пикчу в Перу и Чичен-Ица в Мексике[3].
  - Одновременно на всех шести континентах Земли состоялся международный фестиваль поп- и рок-музыки Live Earth с целью привлечения внимания к проблеме глобального потепления.
- 16 июля
  - Умер поэт, художник, скульптор Дмитрий Пригов[4].
  - Умер актёр театра и кино Михаил Кононов[5].
- 17 июля — катастрофа A320 в Сан-Паулу, крупнейшая в Бразилии (199 погибших).
- 21 июля — поступила в продажу последняя, седьмая книга о Гарри Поттере «Гарри Поттер и Дары Смерти».
- 22 июля — умер режиссёр, художник, продюсер, мультипликатор Александр Татарский[6].
- 25 июля — умерла актриса театра и кино, народная артистка СССР Лидия Николаевна Смирнова[7].
- 30 июля — основан сборник интернет-мемов Lurkmore.ru.
- 31 июля
  - В Дубае основана RERA, орган по регулированию сектора недвижимости Дубая).
  - Умер шведский кинорежиссёр Ингмар Бергман.
  - Умер итальянский кинорежиссёр Микеланджело Антониони.